# A vallás rabjai (South Park)
A vallás rabjai (Jewbilee) a South Park című animációs sorozat 40. része (a 3. évad 9. epizódja). Elsőként 1999. július 28-án sugározták az Egyesült Államokban. Magyarországon először a Cool TV vetítette 2005. december 2-án.
Ez a rész a meteoreső-trilógia harmadik epizódja, mely az előző és a következő résszel egy időben játszódik, de más helyszínen. A négy főszereplő közül a cselekmény középpontjában ezúttal Kyle Broflovski és Kenny McCormick szerepel, akik egy zsidó cserkésztáborba mennek.

## Cselekmény
|  | Alább a cselekmény részletei következnek! |

Kyle és öccse, Ike egy zsidó cserkész táborba készül, míg szüleik Mr. Mackey partijára hivatalosak. Ekkor csenget be hozzájuk Kenny, hogy Kyle-lal együtt nézzék meg a meteoresőt. Kyle elmagyarázza neki, hogy hová készül, de rá tudja beszélni szüleit arra, hogy a nem zsidó vallású Kenny is vele tarthasson. A szülők útközben az autóban elmagyarázzák Kennynek a zsidó hit alapjait, hogy a táborvezetők ne gyanakodjanak rá.
Kennyt a táborban minden probléma nélkül felavatják a nagyteremben, Ike pedig egy kisgyerekek számára fenntartott csoportba, a „kiskóserek” közé kerül, akiknek az őrsvezetője megszállottan igyekszik kitüntetést kapni, ennek érdekében egy, a tábor körül ólálkodó hatalmas medve elfogását tervezi (mellyel az epizód elején már Broflovskiék is találkoztak). A beavatási ceremónia után a cserkészek szappanból faragott szobrokat és egyéb kézműves tárgyakat készítenek a sorozatbeli Mózes tiszteletére.
A vének tanácsának tagjai kitagadják maguk közül Garthot, egy magát antiszemita zsidónak tituláló férfit, miután az Mózes helyett Hámánt dicsőíti és nyíltan az ő eljövetelét várja. A cserkészek előtt megjelenik Mózes, aki azonban hamar rájön, hogy Kenny nem zsidó és száműzeti őt a táborból. Egy óvatlan pillanatban Garth egy kagylóba zárja Mózest és fegyvert fog a többi táborlakóra, majd bezárja őket egy épületbe, ezt követően Hámán megidézésébe kezd. 
Az erdőben kiránduló kiskósereket egymás után rabolja el a medve és a bestia Kennyt is magával viszi, de kiderül, nem bántani akarja őket, csupán a medvebocsának szerzett így társaságot. Kenny elmeséli a kiscserkészeknek a táborban történteket és velük együtt indul fogságba esett társaik kiszabadítására. Garth sikeresen megidézi Hámánt, de Kenny – feláldozva életét – a fejével töri össze a Mózest bebörtönző kagylót. Mózes gyorsan eltünteti Hámánt és az áruló Garth-tal is végez. Kyle összefoglalja a tanulságot; mások hitének tisztelete mellett arra is figyelni kell, hogy nem szabad kiközösíteni senkit.

## Fogadtatás
John Sinnott, a DVD Talk elnevezésű weboldalon azt írja, hogy a rész a harmadik évad „különös, de jól működő” epizódjai közé tartozik. A The Seattle Times című napilapban viszont A vallás rabjai-t a sorozat legmegbotránkoztatóbb részei között említik.

## Érdekesség
- Az epizódot Magyarországon nem sugározták a 3. évad vetítésekor, az HBO ugyanis egy esetleges büntetéstől tartva nem szinkronizáltatta le. Végül évekkel később a Cool TV megrendelésére a Mikroszinkron készítette el a magyar szinkront, és a 3. évad többi epizódjának ismétlése közben került vetítésre.